# Moonstruck
Moonstruck is een Amerikaanse romantische komedie uit 1987 geregisseerd door Norman Jewison.

## Verhaal
De film is een eerbetoon aan het Italiaans - Amerikaanse gezin, alles draait om de dochter Loretta, die na de dood van haar man nu opnieuw een aanzoek heeft gekregen van de saaie, en ietwat onnozele
Johnny Cammareri. Terwijl Johnny afreist om zijn zieke moeder te bezoeken slaat de bliksem in: Loretta wordt verliefd op Johnny´s broer Ronny.
De liefdesgeschiedenis spettert dankzij de 2 hoofdacteurs, Loretta (Cher) en Ronny (Nicolas Cage), die enthousiast ondersteund worden door schitterende bijrollen: Olympia Dukakis als cynische moeder, Vincent Gardenia als rokkenjagende vader en Danny Aiello als sullige goedzak.
De opa bekijkt alles welwillend en filosofisch.

## Rolverdeling
| \| Acteur \| Personage \| \| -------------------- \| -------------------- \| \| Cher \| Loretta Castorini \| \| Nicolas Cage \| Ronny Cammareri \| \| Vincent Gardenia \| Cosmo Castorini \| \| Olympia Dukakis \| Rose Castorini \| \| Danny Aiello \| Johnny Cammareri \| \| Julie Bovasso \| Rita Cappomaggi \| \| John Mahoney \| Perry \| \| Louis Guss \| Raymond Cappomaggi \| \| Feodor Chaliapin Jr. \| Grootvader Castorini \| \| Anita Gillette \| Mona \| \| Leonardo Cimino \| Felix \| \| Paula Trueman \| Lucy \| \| Nada Despotovich \| Chrissy \| |                      |
| Acteur | Personage            |
| Cher | Loretta Castorini    |
| Nicolas Cage | Ronny Cammareri      |
| Vincent Gardenia | Cosmo Castorini      |
| Olympia Dukakis | Rose Castorini       |
| Danny Aiello | Johnny Cammareri     |
| Julie Bovasso | Rita Cappomaggi      |
| John Mahoney | Perry                |
| Louis Guss | Raymond Cappomaggi   |
| Feodor Chaliapin Jr. | Grootvader Castorini |
| Anita Gillette | Mona                 |
| Leonardo Cimino | Felix                |
| Paula Trueman | Lucy                 |
| Nada Despotovich | Chrissy              |

## Prijzen en nominaties
De film werd genomineerd voor zes Academy Awards, waarvan het die voor beste script, beste hoofdrolspeelster (Cher) en beste bijrolspeelster (Olympia Dukakis) daadwerkelijk won. Daarnaast kreeg Moonstruck meer dan tien andere prijzen toegekend, waaronder de Zilveren Beer van het Filmfestival van Berlijn 1988, twee Golden Globes (Cher en Dukakis) een Premi David di Donatello (Cher) en een American Comedy Award (Dukakis).

## Achtergrond
De film bracht het nummer "That's amore" van Dean Martin, dat reeds in 1953 genomineerd was voor de Academy Award voor Beste Originele Nummer, opnieuw onder de aandacht van het publiek. De tekst sluit naadloos aan bij dit Italiaans Assepoester - verhaal.
Ook Vikki Carr's nummer It Must Be Him (1967) kreeg door de film hernieuwde aandacht.